# 赤道非洲

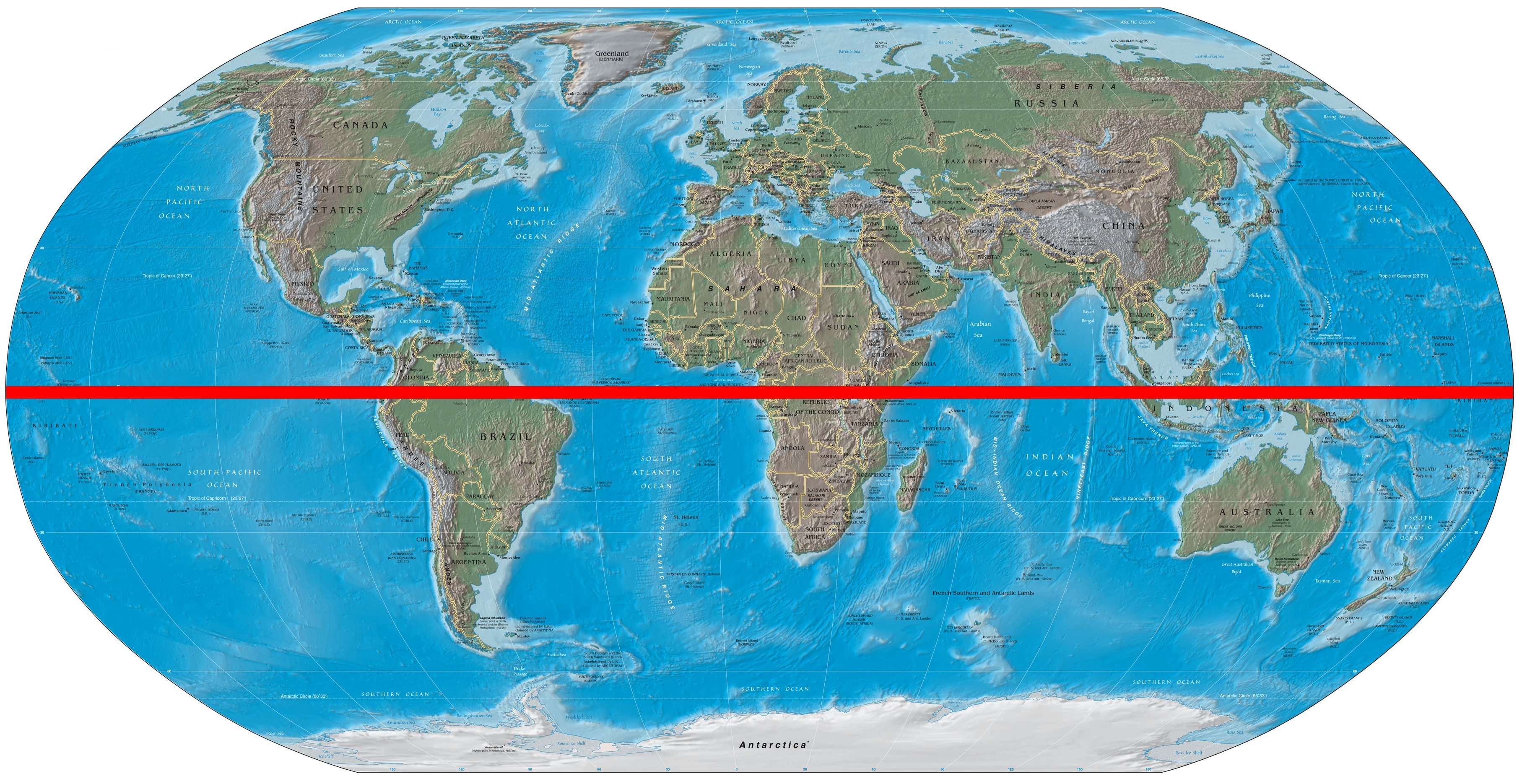
顯示赤道位置的全球地圖

赤道非洲（Equatorial Africa）是一個模棱兩可的術語，有時指代撒哈拉以南的熱帶非洲或者從生物和地理環境的意義上講，適用於非洲熱帶雨林地區。

## 另見
- 中非
- 法屬赤道非洲
- 撒哈拉
- 薩赫勒
- 蘇丹
- 熱帶

## 外部鏈接
- . Museum of Anthropology. College of Arts & Science University of Missouri, Columbia, MO.   [12 August 2015]. （原始内容存档于19 December 2015） （英语）.
- (pdf). The World Bank Group.   [12 August 2015]. （原始内容存档于2016-03-04） （英语）.